# Biglen
Biglen es una comuna suiza del cantón de Berna, situada en el distrito administrativo de Berna-Mittelland. Limita al noroeste con la comuna de Walkringen, al noreste y este con Arni bei Biglen, al sur con Grosshöchstetten y Schlosswil, y al oeste con Worb.
Hasta el 31 de diciembre de 2009 situada en el distrito de Konolfingen.